# Plages du Prado
Pour les articles homonymes, voir Prado.
Les plages du Prado sont un aménagement artificiel du littoral créé à la fin des années 1970 par Gaston Defferre à Marseille. Les plages ont été construites sur 20 hectares pris sur la mer, à l'aide des remblais issus de la construction des deux lignes de métro marseillaises. Leur construction est due en partie au fait qu'avant cela, les jours de mistral, les vagues de la mer venaient mourir au bord de la chaussée, arrosant copieusement passants et véhicules.
Le parc balnéaire du Prado s'étend sur 26 hectares et 3,5 km de littoral. Très fréquenté avec près de 3,5 millions de visiteurs par an, il offre en plus des plages — qui sont en majorité de gravier fin — 5 hectares de pelouse et espaces boisés.

## Plages

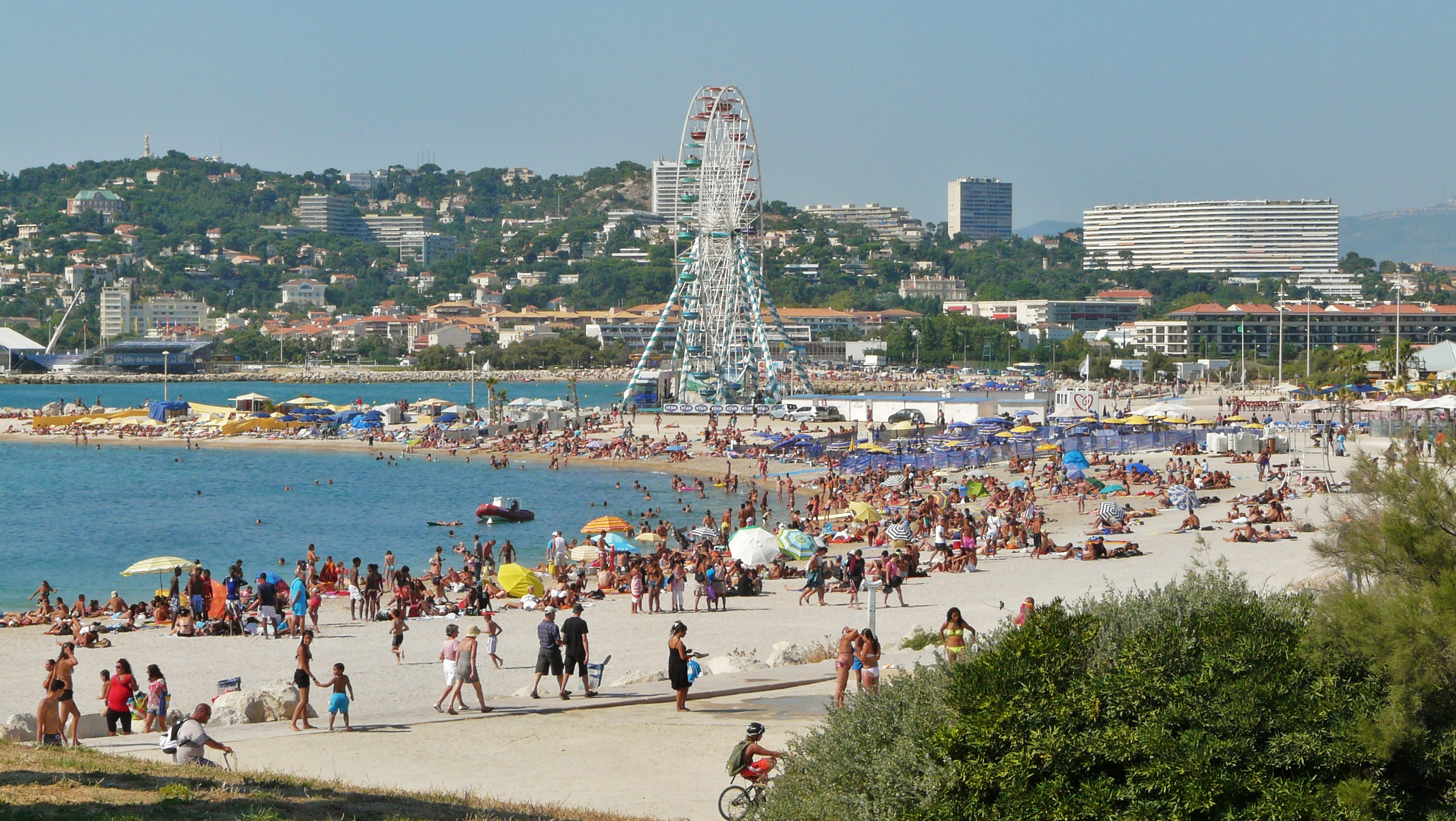
Parc balnéaire du Prado.

Les plages du Prado sont devenues les plus connues et fréquentées de Marseille. Elles sont surveillées et aménagées avec des terrains de jeux multi-sports, des accès à l'eau pour les activités sportives et nautiques. Les plages sont équipées de poste de secours, de nombreux sanitaires, de douches et de consignes gratuites en été (de mi-juin à début septembre).

## Escale Borély
L'escale Borély est un complexe de restauration, boutiques et animation ouvert toute l'année. Des concerts sont organisés notamment en juin lors de la Fête de la musique, et des feux d'artifice le 14 juillet et le 15 août.

## Événements

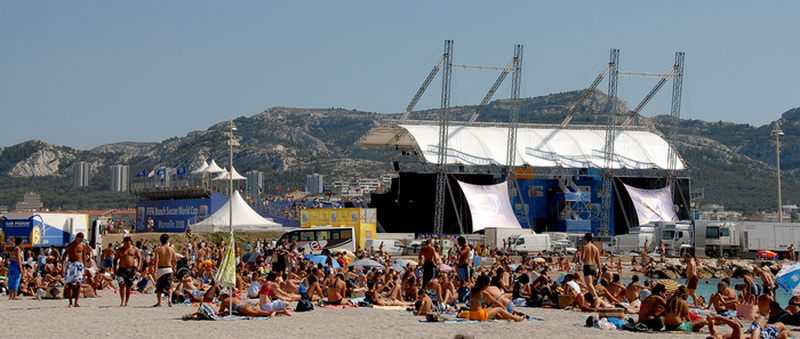
Coupe du Monde de beach soccer 2008 à Marseille.

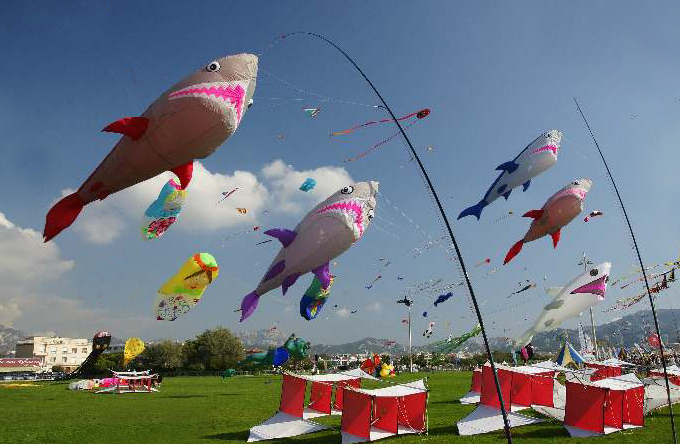
Septembre - Fête du vent à Marseille

### Sports
Le parc balnéaire du Prado accueille de nombreuses compétitions sportives chaque année, dont la Sosh Freestyle Cup, notamment du fait de la présence du Bowl de Marseille, skatepark réputé.
En 2008, y est organisée la coupe du monde de beach soccer. Pour l'occasion, la capacité du stade d'été est portée de 4 500 à 8 500 places.
Le site a été sélectionné pour accueillir une fan zone lors du championnat d'Europe de football 2016, d'une capacité de 80 000 places.
Chaque année est organisé le Défi de Monte-Cristo, considéré comme l'une des plus grandes compétitions d'Europe de nage en eau libre.

### Fête du Vent
Depuis 1987, des clubs et amateurs de cerfs-volants de près de dix pays s'y retrouvent en septembre à l'occasion de la Fête du vent. Des ateliers et des démonstrations sont réalisés pour le public.

## Environnement

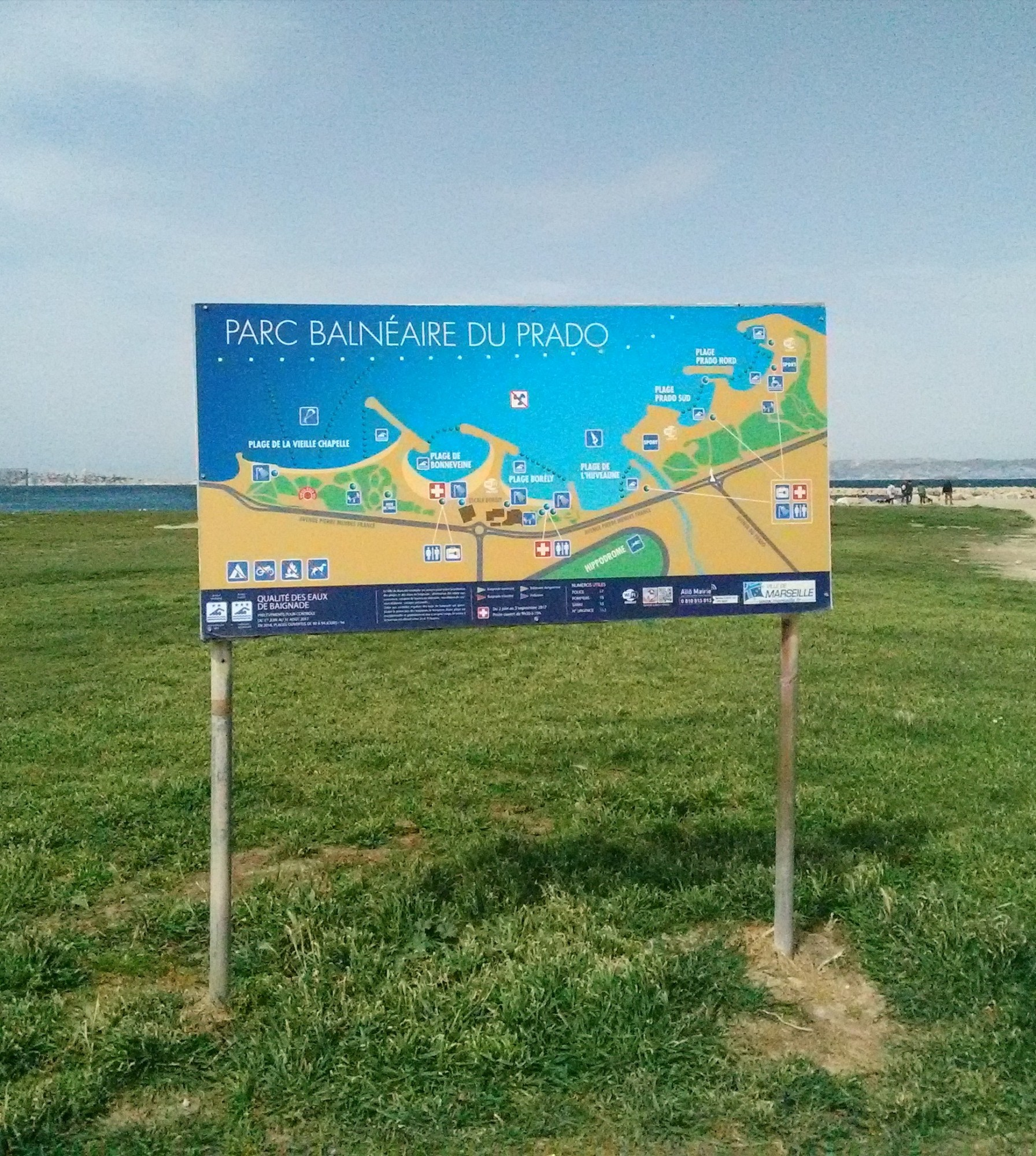
Carte du Parc balnéaire du Prado.

En 2007, une charte de qualité est adoptée par la mairie de Marseillede Marseille et charte de biodiversité urbaine :
- Traitement des eaux : c'est au niveau des plages du Prado que le cours traditionnel de l'Huveaune, fleuve à l'époque[Quand ?] très pollué, se jetait dans la mer Méditerranée à proximité du parc Borély. Aujourd'hui, les eaux polluées sont traitées par Geolide[8], la station d'épuration des eaux de Marseille, l'une des plus importantes d'Europe. Toutefois en temps d'orage, l'Huveaune est susceptible d’altérer l'eau au point d'y interdire la baignade. C'est pourquoi le cours d'eau et les plages du Prado sont très surveillés.
- Qualité des eaux de baignade : les eaux de baignade des plages sont analysées[9], puis les résultats sont affichés sur les plages et les postes de secours, et communiqués par internet[10] aux principaux acteurs et à la presse en cas d'avertissement ou d'interdiction de baignade par le maire. La ville de Marseille est une des premières villes à s’être dotée en 2014 d'une méthode d'analyse par biologie moléculaire permettant des résultats dans les 3 heures (au lieu de 24 à 48h habituellement)[11]. Une carte météo des plages et des eaux de baignade offre un suivi en temps réel[12].

## Accès
Les plages du Prado sont desservies par les lignes de bus 19 et 83 et disposent d'un parking de 1 350 places en plus de 350 places sur la voirie.

Plage du Prado de Marseille.